# 牙买加联盟

牙买加国旗

牙买加联盟（德語：Jamaika-Koalition，德语也戏称，“黑色信号灯”）是德国政治的一个术语，用来形容联盟党（德国基督教民主联盟/巴伐利亚基督教社会联盟，基民盟/基社盟）与自由民主党（自民党）以及绿党这四个政党的结盟组合。
这一术语来自于德国政党代表色：黑色为自由保守主义及基督教民主主义的联盟党的代表色，黄色则为经济自由主义的自民党代表色，而绿色政治为绿党的代表色。这三个颜色的组合恰好与牙买加国旗颜色相同。
这也影射着这种联盟的“特别性”，原因在于这四个政党的政治意识形態分歧，特別是在经济及社会议题上，过去联盟党及綠党在政治意识形態上有显著的分歧。四党现時在环保及能源政策上相近，例如认同终结核能发电；联盟党及自民党均认同经济自由主义，而綠党则要求加強经济干预。